# Gymnothorax favagineus
La morena de puntos negros o morena leopardo (Gymnothorax favagineus) es una especie de morena de la familia Muraenidae en el orden de los Anguilliformes.

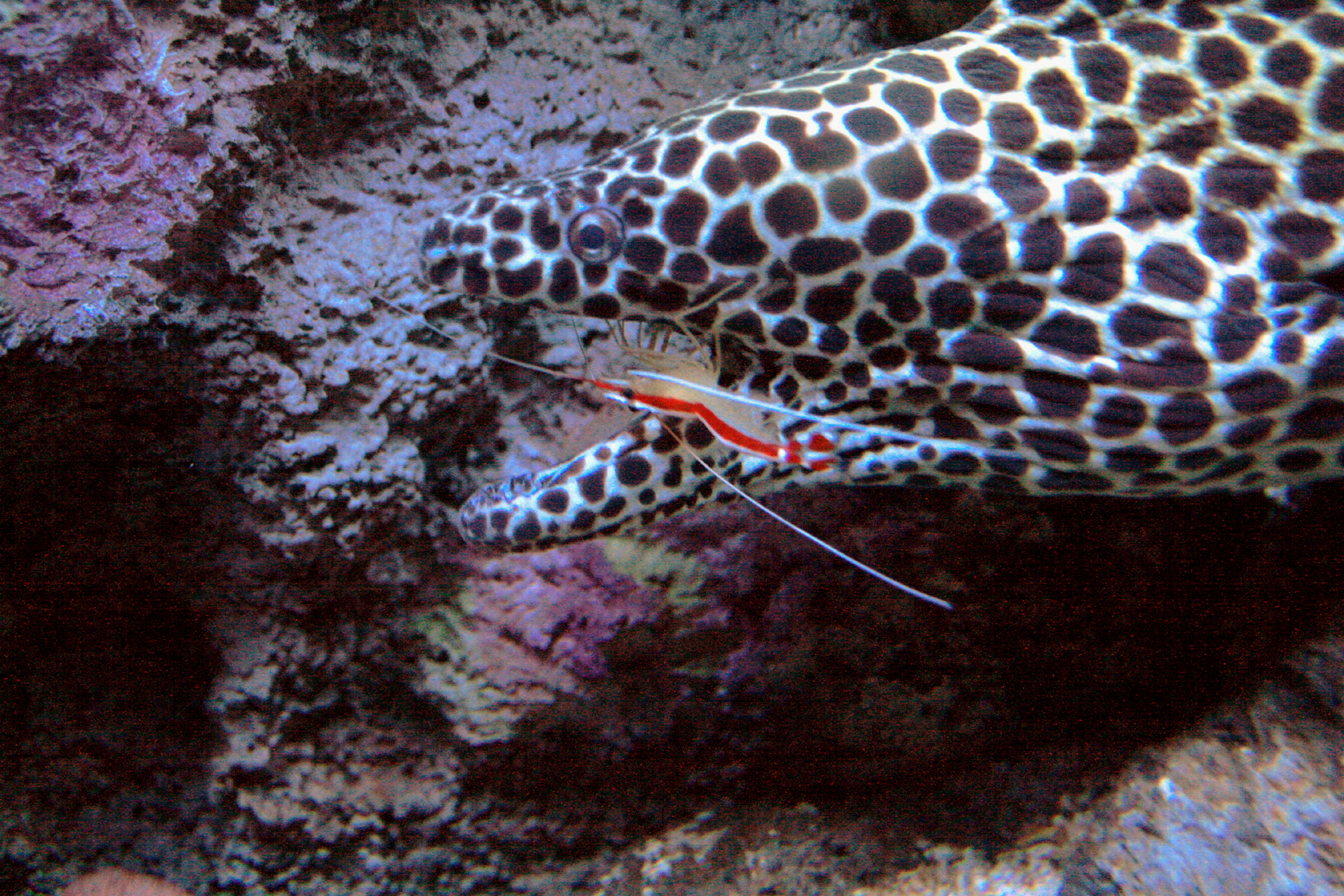
Camarón Lysmata amboinensis limpiando la boca de una morena de puntos negros

## Morfología
Los machos pueden llegar a alcanzar los 300 cm de longitud total.

## Distribución geográfica
Se encuentra desde el Mar Rojo y el África Oriental hasta Papúa Nueva Guinea, el sur del Japón y Australia.